# Merevale
Merevale es una parroquia civil del distrito de North Warwickshire, en el condado de Warwickshire (Inglaterra).

## Demografía
Según el censo de 2001, Bentley tenía 99 habitantes (40,4% varones, 59,6% mujeres). El 9,09% eran menores de 16 años, el 47,47% tenían entre 16 y 74, y el 43,43% eran mayores de 74. La media de edad era de 61,66 años. Del total de habitantes con 16 o más años, el 20% estaban solteros, el 43,33% casados, y el 36,67% divorciados o viudos. Todos los habitantes eran blancos.
Había 21 hogares con residentes y ninguno vacío.